# イワン・ヒンディー
イワン・ヒンディー(ハンガリー語: Iván Hindy, 1890年6月28日 - 1946年8月29日）は、オーストリア＝ハンガリー帝国、ハンガリー王国の軍人。 
第一次世界大戦、第二次世界大戦に従軍し1944年10月16日から1945年2月12日までハンガリー第1軍団を指揮した。

## 経歴
1944年から、彼はブダペスト包囲戦中でハンガリー軍を指揮していた。1945年2月11日、彼は2月13日にブダペストの直前に逃げようとしたがソビエト軍によって捕まった。
ブダペストのドイツの指揮官である武装親衛隊のカール・プフェッファー＝ウィルデンブルック将軍は、突破の試みを指揮したが再び捕らえられた。第二次世界大戦終結後、彼は死刑を宣告され翌年の1946年に彼は銃殺隊によって処刑された。

## 参考
- “BUDAPEST SIEGE: General Ivan Hindy” (angol). 2011年2月27日時点のオリジナルよりアーカイブ。2011年7月30日閲覧。
- “Hindy Iván” (magyar).   Hadtörténeti Könyvtár (2011年8月29日). 2012年2月15日閲覧。
- “Hindy Iván” (magyar).   Hadtörténeti Könyvtár (2011年8月29日). 2012年2月15日閲覧。